# 希凯·翁德拉什
希凯·翁德拉什（匈牙利語：Sike András，1965年7月18日—），匈牙利男子摔跤运动员。他曾代表匈牙利参加1988年和1992年夏季奥林匹克运动会摔跤比赛，其中1988年奥运会获得一枚金牌。